# Mesa Vista
Mesa Vista é uma Região censo-designada localizada no Estado americano da Califórnia, no Condado de Alpine.

## Geografia
A área total da cidade é de 44,0 km² (17,0 mi²), sendo tudo coberto por terra.

## Demografia
De acordo com o censo de 2000, a densidade populacional é de 4,1/km² (10,7/mi²) entre os 182 habitantes, distribuídos da seguinte forma:
- 87,36% caucasianos
- 3,30% afro-americanos
- 6,04% nativo americanos
- 0,55% outros
- 2,75% mestiços
- 4,40% latinos

Existem 49 famílias na cidade, e a quantidade média de pessoas por residência é de 2,53 pessoas.

## Localidades na vizinhança
O diagrama seguinte representa as localidades num raio de 24 km ao redor de Mesa Vista.